# Incidents du ¡Cu-Cut!
Les incidents ou  événements du ¡Cu-Cut! (en espagnol : hechos del ¡Cu-Cut! ; en catalan : fets del ¡Cu-Cut! ; littéralement dans ces deux langues « faits du ¡Cu-Cut! ») sont une série d’évènements survenus dans la soirée et la nuit du 25 au 26 novembre 1905 à Barcelone, au cours desquels les locaux des revues catalanistes ¡Cu-Cut! et La Veu de Catalunya, furent saccagés par un groupe de militaires de la garnison de la ville, en réaction à une vignette humoristique de Junceda (es), publiée deux jours auparavant dans ¡Cu-Cut!, ironisant sur les défaites de l’Armée espagnole et que les militaires jugèrent injurieuse.
Les auteurs des faits ne furent ni détenus ni jugés, et reçurent a posteriori le soutien des hauts commandements de l’Armée et du roi Alphonse XIII.
Quelques mois plus tard, le Parlement espagnol approuva une loi dite Ley de Jurisdicciones (« Loi des juridictions »), établissant que les délits d’atteintes « à la patrie ou à l'Armée » incomberaient désormais aux tribunaux militaires.
La réaction à l’impunité des militaires et l'opposition à cette loi entrainèrent l'union de la plus grande partie des forces politiques catalanes dans la coalition Solidaritat Catalana (« Solidarité catalane »), qui triompha aux élections générales de 1907. Ainsi, la crise provoquée par les évènements du ¡Cu-Cut! « représenta le premier choc entre pouvoir politique et pouvoir militaire du XXe siècle ainsi qu'une montée notable de la température du conflit nationaliste »,.

## Contexte

### L'armée espagnole à Barcelone
Le régime de la Restauration instaura l’armée comme gardien de l’ordre public, qui avec le temps finit par se considérer comme garante de l'esprit de la nation, qu'elle vint à identifier avec son propre honneur.
Dans l’importante garnison de Barcelone, les militaires, en grande majorité originaires d’autres régions de la péninsule non catalanophones, se sentaient dans un milieu hostile, faisant face à l'antimilitarisme d’une partie de la population, dans une région où le catalanisme venait de vivre ses premiers triomphes électoraux. « Pour ces officiers, les mouvements catalanistes furent rapidement assimilés à ceux qu'ils avaient considérés autrefois comme les mouvements séparatistes en Amérique latine ou aux Philippines ».

### Antimilitarisme dans la presse catalane
¡Cu-Cut! s’inscrivait dans la lignée de publications catalanistes radicales, dont la principale fut La Tralla (1903-1907), dans lesquelles l'antimilitarisme était un élément de la lutte plus générale contre le centralisme de l'État espagnol — « L'antimilitarisme catalaniste ne s'attaque pas à l'armée en soi, mais à l'armée comme représentant qualifié de cette mentalité centraliste et comme une force qui impose aux Catalans, qu'ils le veuillent ou non, cette structure centraliste » —. Les publications catalanistes, notamment celles liées à la Lliga Regionalista, avaient depuis un certain temps adopté un posture provocatrice contre les militaires, qui assistaient indignés aux progrès du catalanisme dans les urnes.
Les caricatures contre les militaires, relativement absentes des premiers numéros de ¡Cu-Cut!, devinrent plus nombreuses vers le milieu de 1903, jusqu’à devenir l’une de ses cibles préférées.
Au sein de la presse catalane satirique, la revue se détachait comme la plus virulente et la plus sarcastique. Dans ¡Cu-Cut!, la critique n’était jamais raisonnée ou expliquée et il était difficile de dire précisément ce qui était reproché à l’Armée, même si l’on sait qu’à l’époque, elle était fréquemment jugée comme une institution anachronique ; de plus, à Barcelone, l’Armée était devenue le bras armé de la répression des troubles sociaux par le pouvoir. Le général Weyler et le rôle des militaires dans la récente défaite à Cuba (connue dans l'opinion comme le « désastre de 1898 ») étaient des thèmes récurrents des humoristes.
La presse militaire de l’époque regorgeait d’articles manifestant une opposition au catalanisme, considéré comme une menace rétrograde et une provocation insolente contre la patrie. Le ¡Cu-Cut! faisait régulièrement l’objet de dénonciations mais n’avait jamais subi de condamnation, et les critiques donnaient elles-mêmes de la substance pour d’autres caricatures toujours plus cinglantes.

### Le «banquet de la victoire»
Le 18 novembre 1905, la Lliga Regionalista, principal parti politique catalaniste, organisa une soirée fastueuse — avec toast, dîner et concert — afin de célébrer son succès aux élections municipales du 12 novembre. De la publicité fut faite autour de la célébration, désignée sous le nom de « Banquet de la Victoire » (Banquet de la Victòria en catalan),.
À la sortie du banquet, des altercations virulentes eurent lieu avec les partisans du républicain Alejandro Lerroux — connus pour leurs pratiques violentes, comme l’usage fréquent d'armes à feu lors des manifestations, —, principal rival de la Lliga dans les urnes, au cours desquelles plusieurs participants furent blessés,. Les deux camps se rejetèrent mutuellement la responsabilité des incidents et les régionalistes accusèrent les forces de l'ordre d’inaction.
Le 22 novembre, les échauffourées furent évoquées au Congrès des députés. Le ministre de l’Intérieur Manuel García Prieto expliqua qu'il avait destiné quatre inspecteurs et vingt agents à la surveillance du banquet, mais que ceux-ci n'avaient pas accompagné les participants après leur départ. En réponse, le député catalaniste Ignasi Girona (es) fit une déclaration qui suscita une polémique, interprétée comme une affirmation séparatiste par le gouvernement et les militaires. Rapidement, le gouvernement adopta la version des évènements donnée par les républicains et considéra que le banquet était une provocation contre l'Espagne de la part de la « canaille catalaniste » — selon les mots employés par le général Fuentes, gouverneur civil et militaire de Barcelone —. La polémique fut reprise et amplifiée dans les jours suivants par la presse républicaine.

### Le¡Cu-Cut!du 23 novembre et la vignette polémique

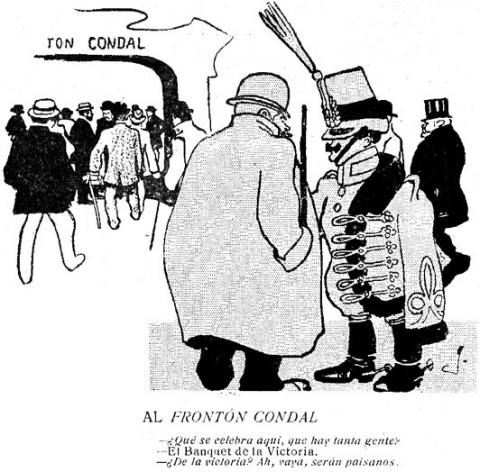
Auca de Joan Junceda qui provoqua la colère des militaires.

Le numéro de ¡Cu-Cut! publié le 23 novembre fut presque entièrement consacré au banquet du 18 novembre et incluait la vignette du caricaturiste Joan Junceda (es) qui fit polémique.
Il s’agit d’une auca (illustration assortie de commentaires ou de vers), intitulée Al frontón condal — « Au fronton comtal », nom du local où s’était tenue la célébration catalaniste —, représentant un civil et un militaire — reconnaissable à sa tenue de hussard — observant le banquet, assortie du dialogue suivant, :
« — Il y a bien du monde ici, que célèbre-t-on ?
— Le banquet de la victoire.
 — De la victoire ? Ah, ça alors, ce doivent être des civils. »
Précédemment, la revue avait publié d’autres caricatures bien plus mordantes et critiques à l'égard des militaires ou du gouvernement,.
La publication fut vite dénoncée et retirée des points de vente par les forces de police. La rédaction de !Cu-Cut réagit rapidement et publia un nouveau numéro duquel la vignette incriminée était absente et qui incluait un article au ton provocateur dans lequel elle se vantait notamment d’avoir toujours été disculpée lors des multiples dénonciations qu'elle avait connues auparavant.

## Les incidents
Le soir du samedi 25 novembre, des officiers de la garnison de Barcelone en tenue militaire se retrouvèrent au Café español sur la place Royale pour protester contre la caricature de Junceda. Leur nombre est difficile à déterminer avec précision : seulement une cinquantaine au départ, il s'éleva jusqu’à plusieurs centaines, probablement entre 200 et 400 — le quotidien Diario de Barcelona avança le chiffre de 4 000 participants, incluant les civils curieux —.
Vers 18 h, le général Castellví — remplaçant le capitaine général Delgado Zuleta alors absent — fut informé de la manifestation. Souhaitant éviter toute protestation militaire, il convoqua les chefs des principales casernes de la ville et de la Garde civile, mais seul un petit nombre répondit présent, les autres participant à la protestation.
Les rédacteurs de !Cu-Cut! furent également alertés et décidèrent de sauver quelques livres importants des locaux, puis ils sortirent pour assister à la manifestation.
Les insurgés quittèrent la place au cri de !Viva España! avant de se livrer à différents saccages, dont la chronologie est incertaine. Il semble qu'ils se rendirent d'abord à l’imprimerie de ¡Cu-Cut!, où ils détruisirent tout le matériel et incendièrent le mobilier après l’avoir entassé. Un groupe se rendit à la rédaction de la revue et fit de même. La plus grande partie des militaires se rendit sur La Rambla et vandalisa la rédaction du quotidien La Veu de Catalunya. Au total 46 personnes furent blessées, certaines gravement à cause de coups de sabres reçus.
Castellví, accompagné du général Fuentes, souvent cible des critiques de !Cu-Cut!, tentèrent sans succès de raisonner les insurgés déterminés à « punir les affronts séparatistes », mais ne procédèrent à aucune arrestation,. Fuentes menaça de faire appel à la Garde civile, à quoi on lui répondit : « Elle s’unira avec nous, parce qu'elle aussi est espagnole, ou nous lutterons contre elle ».
Autour d’1 h du matin, la Garde civile reçut l’ordre de disperser des derniers attroupements de militaires et de civils — ces derniers pouvant être favorables aux évènements ou indignés contre eux —, et on commença à mettre en place une cour militaire.
Comme c'était habituel en de tels cas, l'état de guerre fut déclaré immédiatement — peut-être sous la pression du roi — et les garanties constitutionnelles furent suspendues,.
Le rôle de Castellví dans les incidents semble ambigu. Des années plus tard, le comte de Romanones, ministre de l’Intérieur au moment des événements, écrivit : « Le Capitaine Général, se reconnaissant incapable de maintenir l'ordre légal, opta pour la commodité de se mettre à la tête du mouvement ».
Selon l’historien Rafael Núñez Florencio « Il y a des données abondantes, reconnues par l'autorité militaire elle-même, attestant que l’on avait connaissance du fait que de tels incidents allaient survenir. Rien de sérieux ne fut entrepris pour l’éviter ».

## Conséquences

### Enquête et répression dans la presse catalane
Lors de l’enquête menée dans les jours suivants, aucun militaire ne fut interpelé. En revanche, le directeur de La Veu de Catalunya et plusieurs autres collaborateurs du journal furent mis en détention pour prendre leur déclaration,,.
La Veu de Catalunya publia un article intitulé « En plena anarquía » (« En pleine anarchie ») pour commenter les évènements, qui fut immédiatement dénoncé. Les réactions des autorités furent dirigées contre les publications victimes de l'assaut, et non contre les assaillants : la publication de ¡Cu-Cut! fut suspendue pendant 5 mois — elle reprit le 28 avril 1906 —. Presque tous les périodiques catalanistes ou écrits en catalan subirent également une répression à la suite des évènements.

### Réactions
Le matin du 27, une manifestation regroupant environ 500 étudiants protestant contre les incidents fut dissoute par les forces de police. À 11 h, le recteur de l’Université ordonna sa fermeture jusqu’au 30.
À l’exception d’un article du journal barcelonais El Diluvio publié le 27, la presse ne dénonça pas les évènements, en raison de l’antipathie envers le mouvement catalaniste dans le reste du pays et de la crainte des militaires et de représailles,. Dans un article virulemment anticatalaniste, le républicain radical Alejandro Lerroux, pour qui l’Armée ne constituait pourtant pas un allié, déclara : « J’affirme que si j’avais été militaire, je serais allé brûler La Veu, le ¡Cu-Cut!, la Lliga et le palais de l'évêque au moins »,.
La presse militaire exalta les saccages entrepris. Un article d’El Ejército Español daté du 27 novembre affirmait « L'attitude des catalanistes, qui ne sont pas autre chose que des traîtres à la Patrie, a provoqué un généreux mouvement de protestation et d’indignation ». Le lendemain, La Correspondencia Militar publia un article commençant par « Hourra! Hourra! Hourra! Pour la garnison de Barcelone. Enfin l’Armée a déchiré le torchon sale de conventionnalisme avec lequel la tolérance couvrait un délit de lèse Patrie. » et comparant les catalanistes à des « chiens mal éduqués ».
Plusieurs garnisons d'Espagne et de nombreux officiers madrilènes notamment manifestèrent leur soutien aux militaires.
En revanche, il y eut des réactions de soutien aux journalistes dans la presse étrangère, notamment française.

### Conséquences politiques
Les évènements furent évoqués au Parlement le 27 novembre et les jours suivants. Des députés catalanistes et républicains défendirent la thèse d'une collusion — inacceptable selon eux — des pouvoirs locaux avec les assaillants. Le sénateur catalaniste Carles de Camps i d'Olzinellas tint le 27 novembre un discours polémique, au cours duquel il accusa les militaires de « trois délits, répétés trois fois : celui de violation de domicile, celui de saccage et celui d’incendie », ajoutant « et si ce n’était par le respect immense, je le dis sincèrement, que je porte envers notre armée, je dirais également celui d’[action] en bande organisée », accusation dangereuse car elle était susceptible d’exalter les militaires et provoqua de vives protestations dans l’hémicycle.
Le roi prit parti pour les militaires insurgés, illustrant la faiblesse du régime de la Restauration, sa dépendance persistante à l'égard des militaires et de la pression que ceux-ci, trouvant dans le monarque un soutien de choix, étaient en mesure d’exercer sur le pouvoir civil,. À la suite des évènements, le général José de Bascarán, chef de la maison militaire du roi, se rendit à Barcelone et s'adressa à la garnison en leur affirmant « toute l'affection » du  monarque, le « premier soldat de la Nation », et garantissant qu’il ferait en sorte de satisfaire les « légitimes aspirations » de l’Armée, dans le cadre de la Constitution. Un article de La Correspondencia Militar du 1er décembre intitulé Viva el Rey affirmait : « Le roi a pris en compte les plaintes et le souhait de l’Armée […]. Il est avec l’Armée, il se sent et pense comme elle ».
Face au refus du roi de punir les auteurs du saccage, Eugenio Montero Ríos, alors chef du gouvernement, présenta sa démission,. Il fut remplacé par Segismundo Moret, qui se montra favorable aux militaires et nomma le général Luque, « le plus ardent défenseur des assaillants de Barcelone », ministre de la Guerre. Le gouvernement promulgua rapidement une nouvelle loi « pour les délits contre la patrie et l’armée », dite Ley de Jurisdicciones (« Loi des juridictions »), établissant que les délits d’atteintes « à la patrie ou à l'Armée » incomberaient désormais au tribunaux militaires, une vieille revendication des militaires.
Lerroux dénonça cette loi comme une erreur et une absurdité, une « honte indélibile » pour le Parti libéral.
L’approbation de la loi ouvrit une crise au sein du Parti libéral, qui se solda par la démission de Moret en juillet 1906. Trois gouvernements libéraux lui succédèrent, mais les dissensions entre factions au sein du parti persistèrent, si bien que le roi désigna en janvier 1907 le leader du Parti conservateur Antonio Maura à la tête d’un nouveau gouvernement.
L'opposition à cette loi et la réaction à l’impunité des assaillants du !Cu-Cut! entraînèrent l'union de plusieurs partis politiques catalans dans la coalition Solidaritat Catalana,. Présidée par l’ancien républicain Nicolás Salmerón, elle intégrait les républicains — à l'exception des radicaux de Lerroux —, les catalanistes — la Lliga Regionalista, l’Unió Catalanista et le Centre Nacionalista Republicà, un groupe dissident de la Lliga constitué quelques mois auparavant, et même les carlistes catalans —. Dès lors le panorama politique catalan évolua radicalement, les partis dynastiques de la Restauration disparaissant de la scène pour être remplacés par des partis opposés au régime, essentiellement la Lliga Regionalista et les républicains, qui triomphèrent dès les élections générales de 1907, en remportant 41 des 44 députés des provinces de Catalogne,.
Ces évènements marquèrent l’irruption de la « question catalane » au premier plan de la vie politique espagnole,.
Avec l’approbation de la Ley de Jurisdicciones, « La militarisation de l’ordre public avait fait […] un pas de géant », et le système de la Restauration s’exposait dorénavant à des intimidations de la part des militaires, qui devinrent plus nombreuses et plus pressantes au cours des années suivantes,,.